# دهستان کهیری
دهستان کهیری، یکی از دهستان‌های بخش آهوران شهرستان نیک‌شهر در استان سیستان و بلوچستان ایران است. مرکز این دهستان، روستای کهیری است.

## جمعیت
بر پایه سرشماری عمومی نفوس و مسکن در سال ۱۳۹۵، جمعیت دهستان کهیری برابر با ۲٬۴۸۹ نفر بوده است.